# We Are Never Ever Getting Back Together
We Are Never Ever Getting Back Together is een popnummer van de Amerikaanse singer-songwriter Taylor Swift uit 2012.

## Achtergrond
Het nummer is afkomstig van haar vierde studioalbum Red en werd op 13 augustus 2012 als eerste digitale single van het album uitgebracht. Swift schreef en produceerde het nummer samen met Max Martin en Shellback. "We Are Never Ever Getting Back Together" combineert verschillende popstijlen. In het nummer bezingt Swift haar frustratie over een ex-geliefde die hun relatie nieuw leven wil inblazen. Muziekcritici waren positief over het nummer vanwege de pakkende melodie en het vrolijke en radiovriendelijke geluid.
Het nummer werd genomineerd voor een Grammy Award voor Record of the Year, een CMT Music Award voor Beste Muziekvideo en een People's Choice Award nominatie voor Favoriet nummer. Het staat op de setlijsten van vier van haar wereldtournees: de Red Tour (2013–14), de World Tour van 1989 (2015), Reputation Stadium Tour (2018) en de Eras Tour (2023). Een nieuwe opname versie van het nummer staat op Red (Taylor's Version).

## Hitlijsten
De single werd uitgegeven op 13 augustus voor download via Google Play, en een dag later via ITunes en Amazon.com en werd direct veelvuldig gedownload. Het brak het Guinness Book of Records-record van 'snelstverkopende single in de digitale geschiedenis'.
"We Are Never Ever Getting Back Together" piekte bovenaan de hitlijsten in Canada en Nieuw-Zeeland, en bereikte de top vijf in Australië, Ierland, Israël, Japan en het VK. In de Amerikaanse Billboard Hot 100 kwam de single binnen op nummer 72 en steeg de week daarop naar nummer één en registreerde een van de grootste sprongen van één week in de geschiedenis van de hitparade. De single stond negen opeenvolgende weken recordbrekend bovenaan de Hot Country Songs-hitlijst en bereikte de platina status in Australië, Japan, Nieuw-Zeeland en de VS. In de Nederlandse Top 40 haalde het de zestiende plek, in de Vlaamse Ultratop 50 de 26e.

### NPO Radio 2 Top 2000
| Nummer met noteringen in de NPO Radio 2 Top 2000 | '23  | '24  |
| ------------------------------------------------ | ---- | ---- |
| We Are Never Ever Getting Back Together          | 1286 | 1397 |

1. ↑  Een vetgedrukt getal geeft de hoogste notering aan.
2. ↑  2023 was het eerste jaar met een notering voor dit nummer.